# Casa Ignasi de Puig
La casa Ignasi de Puig és un edifici situat als carrers de la Boqueria, 10 i de n'Aroles, 3 de Barcelona, catalogat com a bé cultural d'interès local. Actualment és ocupat per un hotel, que s'estén també a l'edifici veí del núm. 12.

## Història
El 1636, Elisabet, vídua de Pere Antoni Vinyola, doctor en drets i ciutadà honrat de Barcelona, va establir en emfiteusi una casa al carrer d'en Quintana al mestre de cases Miquel Busquet. La seva descendent Teresa Vinyola es va casar amb Esteve Costa i Pallarès, doctor en drets i burgès honrat de Perpinyà, i l'hereu fou Ignasi Costa i Vinyola, també doctor en drets i burgès honrat de Perpinyà, que formà part de la Junta de Braços durant el setge de 1713-1714. Casat amb Eulàlia Cellers, tingueren una filla, Francesca Costa i Cellers, que es va casar amb el doctor en drets Josep Ignasi de Déu i el 1800, ja vídua, va recuperar la propietat de la finca segregada el 1636.
El 1780, l'hereu Antoni de Déu i Costa va demanar permís per a reformar la façana del carrer de n'Aroles. La seva germana Maria Ignàsia es va casar amb Francesc Josep de Puig i de Duran, i l'hereu fou el seu fill Honorat de Puig i de Déu (1781-1847), que el 1818 va demanar permís per a fer-hi reformes, i novament el 1826 per a portar-hi aigua de la mina de Montcada. Casat amb Marianna de Bòria i de Vendrell, fou succeït pel seu fill Ignasi de Puig i de Bòria (1807-1879), que el 1861 va demanar permís per a reedificar la seva casa, segons els plànols de l'arquitecte Narcís Josep Maria Bladó, que es van presentar en dos expedients diferents, un pel carrer de n'Aroles, i l'altre pel de la Boqueria. Casat amb Maria del Carme de Sisternes i de Foixà, Ignasi de Puig fou succeït pel seu fill fou Francesc de Puig i de Sisternes (1849-1919), casat amb Francesca Xaviera de Pallejà i de Bassa, i l'hereu fou Ignasi de Puig i de Pallejà (1880-1961), casat amb Maria de Càrcer i de Ros.
El 2006, la finca (incloent-hi l'edifici del carrer de n'Aroles, 5) va ser rehabilitada per l'arquitecte Jordi Garcés per a convertir-la en hotel, el que va motivar una intervenció arqueològica.

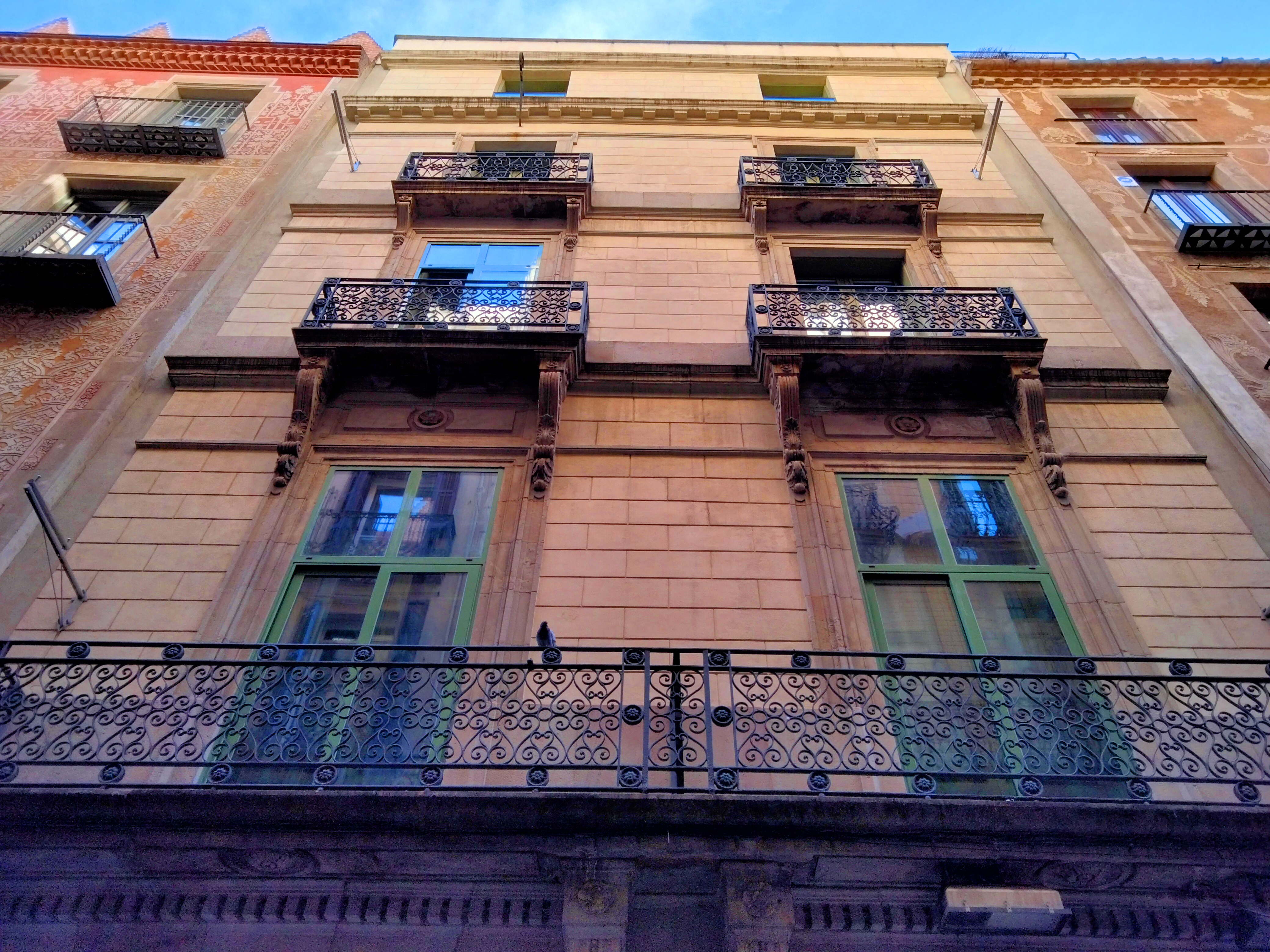
Detall de la façana

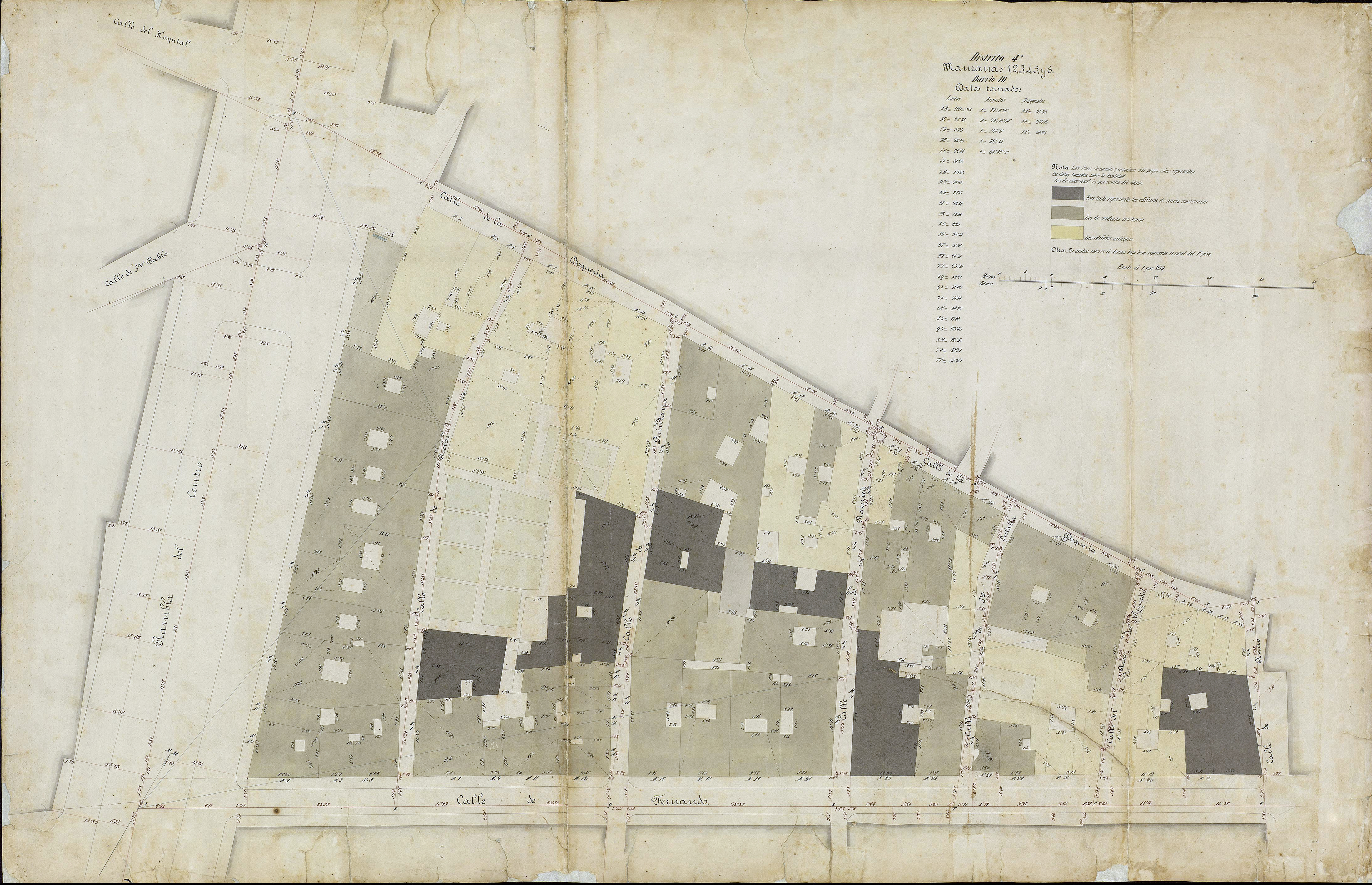
Quarteró núm. 115 de Garriga i Roca (c. 1860)

## Descripció
Consta de planta baixa, pis principal, primer i segon pis. Originalment, els baixos estaven destinats a magatzems i a la cotxera, essent tot el principal l'habitatge del propietari, mentre que l'espai dels dos pisos superiors es repartia entre tres habitatges diferents, a dos dels quals s'accedia pel carrer d'Aroles i al tercer pel de la Boqueria.
Als baixos hi ha dues obertures en forma d'arc carpanell; la porta d'entrada essent lleugerament de majors dimensions que el local comercial. Cadascuna està flanquejada per motllures i, a la part superior de l'art, es disposen un parell de mènsules ornamentades amb caps zoomorfs. Aquestes aguanten la balconada correguda del pis principal, tancada amb una barana de ferro forjat i que presenta dues llosetes amb un floró central. Tota la façana està articulada mitjançant un parament llis d'imitació de carreus i presenta dues obertures a cada pis. Totes elles són de forma rectangular i estan coronades per un relleu amb la mateixa forma que ostenta un floró central; el conjunt és flanquejat per les mènsules que aguanten la llosana del balcó superior. El ràfec del coronament és completament llis, amb dues petites obertures i disposat sobre permòdols.

### Jardí
A l'interior hi ha un jardí d'inspiració romàntica. Entre els elements d'interès hi ha la balustrada que divideix l'indret en dos nivells, una galeria amb arcades, l'arbrat i un parell de fonts ornamentals inspirades en la rocalla d'una gruta. Es pot visitar accedint-hi a través del vestíbul de l'hotel o bé pujant a un ascensor situat al carrer de n'Aroles.